# Castello di Valbona
Het Castello di Valbona is een middeleeuws kasteel in Lozzo Atestino, een gemeente in de Noord-Italiaanse provincie Padua, regio Veneto. Het kasteel staat aan de voet van de berg Monte Lozzo, een van de Euganische Heuvels, in het dorp genaamd Valbona.
Het strategisch belang lag destijds in haar ligging: aan de grenspalen van de stadstaten Verona en Padua en op de weg naar de stad Vicenza.

## Historiek
Oorspronkelijk stond aan de andere zijde van de Monte Lozzo het Castello di Lozzo. De heren van Lozzo waren lokale heren die verwant waren met de patriciërsfamilie Maltraversi uit Padua. In 983 waren zij door de keizer van het Heilig Roomse Rijk bekleed met het leen Lozzo, vanwaar de naam van de familie. Het Castello di Valbona (13e eeuw) was aanvankelijk een bijgebouw van het Castello di Lozzo, dat in de jaren 1200 een residentieel paleis geworden was voor de graven van Lozzo. Het Castello di Valbona had steeds een militaire functie.
In het strijdgewoel tussen Welfen en Ghibellijnen had het kasteelcomplex in Lozzo en Valbona een strategisch belang voor de rivaliserende heren van Verona en Padua. Het was Ezzelino III da Romano die het grafelijk kasteel een eerste keer verwoestte (1229) doch de graven van Lozzo bouwden het snel terug als hun residentie. Nicolo II da Lozzo was de laatste graaf van Lozzo; hij vernielde merkwaardig genoeg zijn eigen kasteel (1313) zodat Padua het niet in handen zou krijgen. Vervolgens ging Nicolo II in ballingschap naar Vicenza. Bleef nog over het Castello di Valbona aan de andere zijde van de heuvel.
Het Huis Da Carrara, de heersers van Padua, verwierf het Castello di Valbona in de loop van de jaren 1330. Het was de periode van expansie van de stadstaat Padua. Zij lieten het herstellen en groter uitbouwen dan het oorspronkelijk was. De broers van de laatste graaf Nicolo II – Francesco en Enrico – deden een poging het Castello di Valbona te heroveren maar Ubertino da Carrara (1318-1345), heer van Padua, was hen voor. Ubertino liet de twee broers oppakken en opknopen.
Het kasteel heeft zes torens waarvan vier een zeshoekige grondvorm hebben en twee vierkantig. De muren zijn 22 meter hoog. Ondanks nog strijdgewoel na de regering van het Huis Da Carrara bleef het kasteel goed bewaard. Het dient de laatste jaren ter organisatie van etentjes, feesten van Haloween en carnaval, bierfeesten en zoektochten naar geesten.